# Fartet

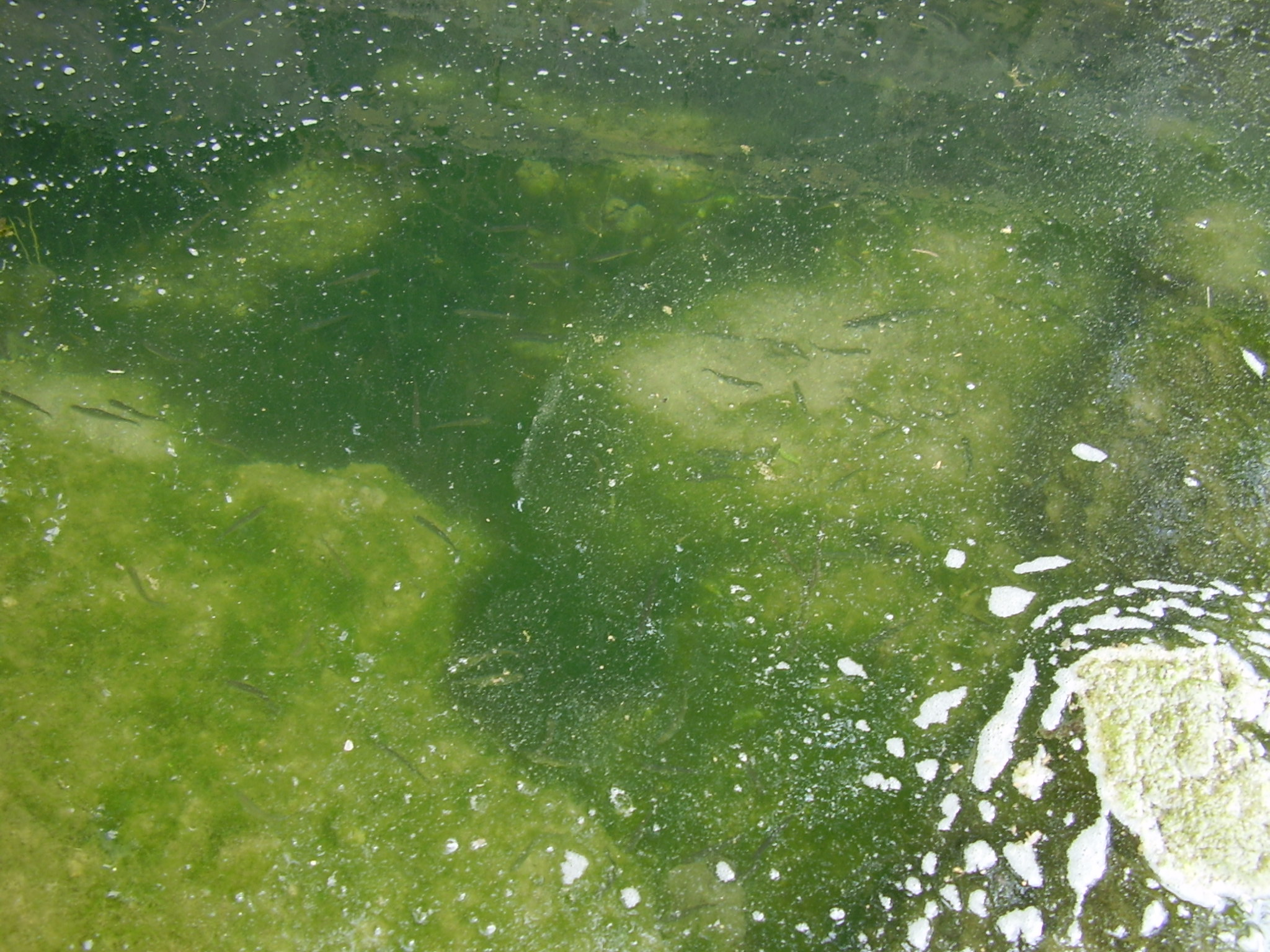
Exemplars fotografiats a Algemesí (la Ribera Alta, el País Valencià).

El fartet (Aphanius iberus) o peix de sequiol és un petit peix teleosti d'aigua dolça, ciprinodontiforme, de la família dels ciprinodòntids, que viu a les llacunes litorals de la costa mediterrània ibèrica i està amenaçat d'extinció.

## Morfologia
- Mida petita (no depassa dels 4,5 cm de longitud).
- El cos, curt i rabassut, és recobert d'escates cicloides i de coloració gris terrós.
- El cap és força gros i la boca petita, protràctil i orientada cap a dalt, amb les mandíbules proveïdes de dents tricúspides.
- Les aletes són arrodonides, especialment la caudal. L'aleta dorsal s'insereix cap a la meitat del cos.
- El dimorfisme sexual és permanent: els mascles tenen la meitat posterior del cos i l'aleta caudal travessades per 12 franges platejades, que esdevenen més blavoses a l'època de reproducció. Les femelles són més grans que els mascles: tenen els flancs pigallats de punts i taques negres irregulars, que tendeixen a formar línies verticals curtes.[2]

## Reproducció
És una espècie ovípara. Es reprodueix poc abans de complir el primer any de vida. El període de reproducció s'estén de maig a agost. Al llarg d'aquest període, les femelles fan postes fraccionades. Les postes són formades per grups de 10 a 15 ous minúsculs (d'aproximadament 1,2 mm de diàmetre) que queden adherits entre els macròfits. Durant la posta, el mascle fricciona la zona anal de la femella per a exercir una lleugera pressió i d'afavorir així la sortida dels ous. Els alevins es mouen per la superfície.

## Alimentació
El fartet s'alimenta principalment de petits crustacis, poliquets, mol·luscs i d'altres invertebrats, si bé també pot ingerir alguns elements vegetals (com algues i macròfits) i detrits.

## Hàbitat i costums
Habita les salines, els aiguamolls, les llacunes litorals i els canals de desguàs de les zones costaneres, així com les desembocadures de rius, séquies i conreus d'arròs. És un peix força eurihalí i euriterm, capaç de colonitzar des de les aigües hipersalines fins a les dolces, i àdhuc de viure en ambients de temperatura elevada.
És capaç de suportar un ampli interval de temperatura i salinitat (fins a un 50%). Pot assolir els dos anys de vida, però la gran majoria d'exemplars no depassa l'any.

## Distribució geogràfica
El fartet colonitza la regió mediterrània ibèrica. És un peix molt estès al llarg de tota la franja costanera del País Valencià; al Principat de Catalunya, es troba als Aiguamolls de l'Empordà, al Delta del Llobregat (recentment reintroduït), en alguns indrets puntuals de la Costa Daurada i al Delta de l'Ebre, on actualment viu la població més nombrosa.

## Conservació
Els principals problemes de conservació del fartet són molt similars als del samaruc: la pèrdua i el deteriorament del seu hàbitat, i la interacció amb la gambúsia, un petit peix d'origen nord-americà molt agressiu, que viu juntament amb el fartet, i que va desplaçant-lo d'hàbitat. La gambúsia també s'alimenta dels ous dipositats pels fartets i, per tant, fan que la reproducció d'aquest (l'autòcton) sigui molt difícil de produir-se. A part de la gambúsia, la contaminació dels aqüífers per nitrats posa en perill les escasses poblacions existents de fartet.
L'any 1996, es va aprovar el programa LIFE de la UE anomenat "Conservación de especies prioritarias en humedales mediterráneos". Aquest programa, coordinat pel Departament de Medi Ambient de la Generalitat de Catalunya, es desenvolupà fins al 2001 i comportà diferents actuacions d'estudi, protecció i gestió del fartet, realitzades pel Departament de Biologia Animal (Vertebrats) de la Universitat de Barcelona.
El Parc Natural del Delta de l'Ebre realitza un pla de reproducció d'aquesta espècie per a mantenir-ne estocs en captivitat i alliberar-los al medi.